# Todd (nome)
Todd  è un nome proprio di persona inglese maschile.

## Varianti
- Maschili: Tod[2][3]

## Origine e diffusione
Il nome deriva da un cognome inglese, derivato dal medio inglese todde, termine che significa "volpe" e che rimane tuttora in uso con questo significato a livello dialettale. Tale cognome faceva forse riferimento in origine ad un cacciatore di volpi.
Si tratta di un nome molto popolare. Il periodo di massima popolarità fu tra gli anni sessanta e settanta.

## Persone
- Todd Bridges, attore statunitense

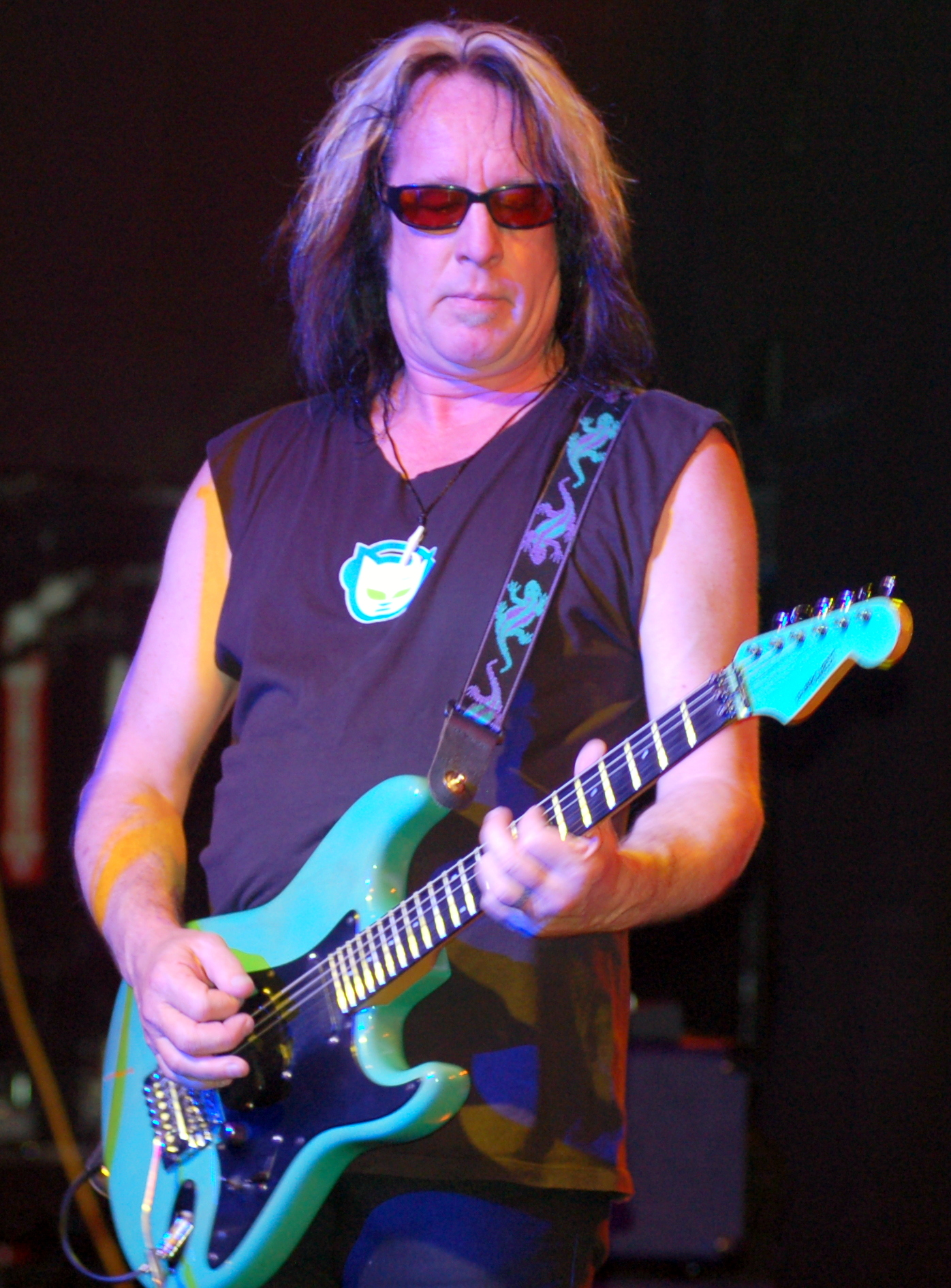
Todd Rundgren

- Todd Haynes, regista e sceneggiatore statunitense
- Todd Hays, bobbista statunitense
- Todd Lockwood, artista statunitense
- Todd Lowe, attore statunitense
- Todd Morse, chitarrista e cantante statunitense
- Todd Phillips, sceneggiatore, regista, produttore cinematografico ed attore statunitense
- Todd Platts, politico e avvocato statunitense
- Todd Rogers, giocatore di beach volley statunitense
- Todd Rundgren, musicista e produttore discografico britannico
- Todd Solondz, regista e sceneggiatore statunitense
- Todd Young, politico e militare statunitense

## Il nome nelle arti
- Todd è un album di Todd Rundgren del 1974[4]
- Todd Flanders è un personaggio della serie animata I Simpson[5]
- Todd Alquist è un personaggio della serie televisiva Breaking Bad - Reazioni collaterali
- Todd Chavez è un personaggio della serie animata BoJack Horseman.
- Todd Quinlan è un personaggio della serie televisiva Scrubs - Medici ai primi ferri, interpretato da Robert Maschio[6]
- Todd Chavez è un personaggio della serie animata BoJack Horseman.